# Turn- und Gymnastikverein Lauchhammer 92
Der Turn- und Gymnastikverein Lauchhammer 92, kurz TGV Lauchhammer 92, ist ein Sportverein in der südbrandenburgischen Kleinstadt Lauchhammer im Landkreis Oberspreewald-Lausitz. Er ist Nachfolgeverein der Sektion Turnen und einstigen Talenteschmiede der Betriebssportgemeinschaft (BSG) Aktivist Lauchhammer, welche in der DDR zahlreiche Sportler für den Leistungssport entdeckte, die später an großen nationalen und internationalen Wettkämpfen teilnahmen sowie bei DDR-Meisterschaften, Olympiasiege, Welt- und Europameisterschaften Medaillen und Titel erringen konnten. Außerdem setzt der TGV 92 die Tradition verschiedener historischer Turnvereine fort, welche seit dem Jahre 1893 im Mückenberger Ländchen bestanden. Der TGV 92 Lauchhammer ist (Stand 2018) mit 328 Mitgliedern der mitgliederstärkste Sportverein des Landkreises.

## Geschichte

### 1893 bis zum Zweiten Weltkrieg

Turnverein „Germania“ Grünewalde (1911)

Das Turnen ist eine Sportart, die sich schon recht frühzeitig im heutigen Stadtgebiet von Lauchhammer etabliert hatte. Bereits im August des Jahres 1893 hatte sich in Bockwitz der bürgerliche Turnverein „Edelweiß“ gegründet. Zwei Jahre später erfolgte in der Brunnenstraße die Einrichtung eines ersten Turnplatz. In der Folgezeit sollte sich der Turnsport zu einem festen Bestandteil des Sports im Mückenberger Ländchen entwickeln. Weitere erwähnenswerte Vereine des Mückenberger Ländchens waren hier in der Anfangszeit der Männerturnverein, kurz MTV, Bockwitz „Gut Heil“, der 1908 gegründete Arbeiterturnverein Bockwitz, der Turnverein „Heimat“ Dolsthaida, der Turnverein „Gut Heil“ in Mückenberg, die „Freie Turnerschaft“ und der Männerturnverein „TV Germania“ in Kleinleipisch, die Männerturnvereine „TV Germania“ und „Grüne Eiche“ in Grünewalde sowie der Männerturnverein Kostebrau.
Eine erste Turnhalle, welche durch den Umbau einer Scheune entstand, die bereits zuvor für den Turnsport genutzt wurde, gab es im Jahre 1907 auf dem Anwesen des Gasthauses „Goldener Löwe“ (heute Bürgerhaus) in Bockwitz. Nachdem man 1922 mit etwa 100 Sportlern beim 1. Bundesfest des Arbeiter-Turn- und Sportbundes (ATSB) in Leipzig teilgenommen hatte, wurde nun in Bockwitz das „1. Bezirksturn- und Sportfest“ ausgetragen. Wettkämpfe und andere sportliche Veranstaltungen wurden im Verlaufe dessen aber auch in den anderen Nachbargemeinden im Ländchen (Mückenberg, Dolsthaida, Nauendorf, Kleinleipisch) durchgeführt. Als erfolgreichster Turner der Anfangsjahre gilt Alex Niemann (1911–1964) der in den 1930er Jahren mehrmals Gaumeister werden konnte. Bedingt durch den Zweiten Weltkrieg kam das Vereinsleben einige Zeit zum Erliegen.

### Nachkriegszeit und DDR

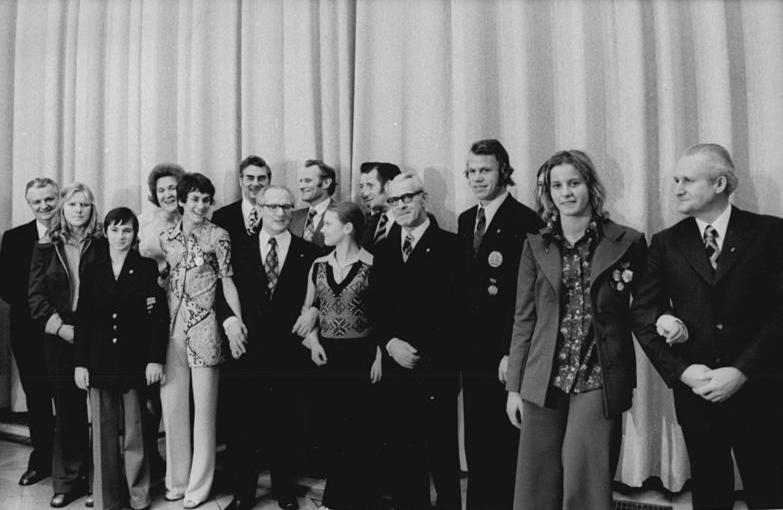
Auszeichnung verdienter Sportler der DDR 1974. Die aus Lauchhammer stammende Weltmeisterin am Stufenbarren Annelore Zinke ist die dritte von links.

Wenige Monate nach Kriegsende kam es am 19. Juli 1945 zur Neugründung der Turn- und Sportgemeinschaft Bockwitz, die 1946 in „Betriebssportgemeinschaft Braunkohle, Werksgruppe West“ umbenannt wurde. Erster Spartenleiter war Paul Bloch. Außerdem gab es das sogenannte Kinderturnen, das zunächst von Martin Mehner geleitet wurde. 1950 wurde schließlich Alex Niemann Sektionsleiter, der das Amt allerdings drei Jahre später an Otto Hönicke abgab und ab 1958 das Kinderturnen der BSG „Motor Lauchhammer-Ost“ übernahm. Im selben Jahr kam es zur Gründung der BSG „Aktivist“ Lauchhammer. Erfolgreichste Turner jener Zeit waren Horst Fache (* 1934) und Ruth Helbig, welche beide jeweils mehrfach Bezirksmeister werden konnten. Fache nahm außerdem 20 Mal an DDR-Meisterschaften teil, wobei er einmal den 5. Platz erringen konnte. Heinz-Otto Werner, der 1950 noch Mitglied der Lauchhammeraner Mannschaft war, die bei der DDR-Meisterschaft teilnahm, wurde als Mitglied der Mannschaft der HSG Wissenschaft KMU Leipzig im Jahre 1953 DDR-Meister am Pauschenpferd. Ein Jahr später gelang ihm dies am Pauschenpferd, am Barren, am Reck und im Mehrkampf.
1960 übernahm Rudi Raschke für die kommenden 23 Jahre die Leitung der Sektion. Durch den Tod von Alex Niemann im Jahre 1964 erlosch das Kinderturnen in Lauchhammer-Ost. Allerdings gründete man in jenem Jahr einen Nachwuchs-Stützpunkt Turnen, der von Gerhard Kaubisch geleitet wurde. Und 1968 kam es zur Bildung des Trainingszentrums Lauchhammer. Lauchhammer wurde zur Talenteschmiede und man delegierte zahlreiche Kinder- und Jugendliche auf die Kinder- und Jugendsportschulen (KJS) in Forst, Cottbus, Dresden und Leipzig. Die KJS waren in der DDR Spezialschulen für sportlich talentierte Kinder und Jugendliche. Aus ihnen ging schließlich ein Großteil der Teilnehmer an den Olympischen Spielen und anderen internationalen Wettkämpfen, wie z. B. Welt- und Europameisterschaften, der DDR hervor. So errang im Jahre 1968 unter anderem die aus Lauchhammer stammende Turnerin Magdalena Schmidt, welche 1960 zur Kinder- und Jugendsportschule in Forst delegiert wurde und zu jener Zeit für die SG Dynamo Berlin startete, Bronze bei den Olympischen Sommerspielen in Mexiko-Stadt. Es folgten viele weitere Titel von Sportlern, welche zuvor im Lauchhammeraner Leistungssport entdeckt wurden. Unter anderem wurde Bernd Schiller 1970 Dritter mit der DDR-Mannschaft bei der Weltmeisterschaft in Ljubljana. 1974 wurde Annelore Zinke Weltmeisterin am Stufenbarren. Sie war damit die jüngste Weltmeisterin, die es in der Geschichte der bisher 18 ausgetragenen Titelkämpfe aller Kontinente gab. Und Jana Fuhrmann (* 1968), welche im Jahre 1978 zur KJS ging, wurde 1985 (inzwischen SC Einheit Dresden), mit der DDR-Mannschaft Dritte bei den Weltmeisterschaften im kanadischen Montreal.

### Entwicklung seit der Wende
Tiefschneidende Veränderungen brachte Anfang der 1990er Jahre die Wendezeit. Die Folgen des Zusammenbruches der bis dahin prägenden Braunkohleindustrie waren für Lauchhammer, die Umgebung und die hiesigen Sportvereine katastrophal, da diese sich nun neu organisieren und vor allem auch finanzieren mussten. Die BSG Aktivist Lauchhammer wurde 1992 schließlich aufgelöst, denn den VEB Braunkohleveredlung Lauchhammer gab es nur noch in Fragmenten. Als Nachfolgeverein der Sektion Turnen gründete sich am 19. Oktober 1992 der „Turn- und Gymnastikverein Lauchhammer 92“. Integriert wurden des Weiteren vier Gruppen der Frauengymnastik des aufgelösten Vereins und die Mädchengruppe von der ebenfalls aufgelösten Chemie Schwarzheide. Und auch der demografische Wandel machte in Lauchhammer nicht halt. Im Jahre 1998 erreichte der TGV 92 schließlich mit insgesamt 360 Mitgliedern den Höchststand seiner Mitgliederentwicklung. Regelmäßige Teilnahmen der Vereinsmitglieder gab es seither unter anderem beim Deutschen Turnfest (heute Internationales Deutsches Turnfest), Landesmeisterschaften und anderen Sportveranstaltungen aller Jahrgänge, wo man zahlreiche Erfolge feiern konnte. Die im Jahre 2017 erschienene Festschrift zum TGV 92 verzeichnete ihn als mitgliederstärksten Sportverein im Landkreis Oberspreewald-Lausitz (OSL).

## Persönlichkeiten (Auswahl)

### Sektions- und Vereinsvorsitzende seit 1945
- 1945–1950 Paul Bloch
- 1950–1953 Alex Niemann
- 1953–1956 Otto Hönicke
- 1960–1983 Rudi Raschke
- 1983–1986 Lothar Herrmann
- 1986–1990 Dieter Freigang
- 1990–1992 Horst Fache
- 1992–2003 Götz Krosche
- 2003–2018 Peter Grunke[2]
- 2018–2021 Lothar Richter
- seit 2021 Robert Günther[7]

### Sportler
- Alex (Alexander Rudolf Johannes) Niemann (1911–1964), Gaumeister 1931–1939, 25. Platz beim Deutschen Turnfest (1933), Mannschaftsmeister Sachsen-Anhalt (1948),  Bronze-Medaillengewinner bei den Ostzonenmeisterschaften im Turnen (1949) in Leipzig und mehrfacher Teilnehmer bei DDR-Meisterschaften.[8] Der in Leipzig-Möckern geborene und in Zerbst aufgewachsene Niemann gilt als einer der erfolgreichsten Lauchhammeraner Turner der Anfangsjahre. Im Alter von 4 Jahren hatte er mit dem Sport begonnen, war als Schüler Mitglied des Turnvereins „Gut heil Zerbst“ und leitete bereits mit 12 Jahren eine Kinderturnriege.[9] Mit Eintritt in die Lehre Wechsel zum Männer-Turnverein zu Zerbst, ab 1931 wohnte und arbeitete er im hessischen Frielendorf, wo er sich große Verdienste um das dortige Geräteturnen erwarb. Die lokalen Gaumeisterschaften im Jahre 1933 wurden ihm zu Ehren in Frielendorf abgehalten.[10] Arbeitsbedingt im Jahre 1941 nach Lauchhammer bzw. Bockwitz gekommen, engagierte er sich auch hier im Turnsport und leistete Aufbauarbeit. Von 1950 bis 1953 war er Sektionssvorsitzender. Ab 1958 übernahm er als Übungsleiter das Kinderturnen in Lauchhammer-Ost.[9]
- Heinz-Otto Werner, mehrfacher DDR-Meister (1953, 1954)
- Hans Fischer (1920–2003), Sportlehrer und Trainer an der KJS Forst, bei Aktivist Lauchhammer, Aktivist Brieske-Senftenberg und Aufbau Schwarzheide. Nach ihm wurde in Schwarzheide das Hans-Fischer-Stadion benannt.[11]
- Horst Fache (* 1934), Landesmeister Sachsen-Anhalt (1949), mehrfacher Bezirksmeister, mehrfacher Teilnehmer bei DDR-Meisterschaften[12]
- Rudi Raschke (* 1935), mehrfacher Teilnehmer an nationalen und internationalen Wettkämpfen, Übungsleiter und Kampfrichter, Ehrennadel des Märkischen Turnerbundes in Silber (2015)
- Magdalena Schmidt, Bronzemedaillen-Gewinnerin bei den Olympischen Sommerspielen (1968) in Mexiko-Stadt[13]
- Ruth Helbig, mehrfache Bezirksmeisterin (1953–1968), mehrfache Teilnehmerin an DDR-Meisterschaften
- Bernd Schiller (* 1948), Bronzemedaillen-Gewinner mit der DDR-Mannschaft bei den Weltmeisterschaften (1970) in Ljubljana. Teilnehmer der Weltmeisterschaft (1974)
- Angela Harta (* 1968), DDR-Vizemeisterin (1981), mehrfache DDR-Jugendmeisterin[14]
- Annelore Zinke (* 1968), Weltmeisterin am Stufenbarren und Silbermedaillen-Gewinner mit der DDR-Mannschaft bei den Weltmeisterschaften (1974) in Varna, Vaterländischer Verdienstorden in Bronze (1974), Silbermedaillen-Gewinnerin am Stufenbarren und Bronze im Mehrkampf bei den Turn-Europameisterschaften 1975 in Skien[13]
- Jana Fuhrmann (* 1968), Bronzemedaillen-Gewinnerin mit der DDR-Mannschaft bei den Weltmeisterschaften (1985) in Montreal.[15]

Daneben gab es eine ganze Reihe DDR-Jugendmeisterschaften von Lauchhammeraner Sportlern, wie z. B. Norbert Zuchold, der von 1960 bis 1970 bei DDR-Jugendmeisterschaften insgesamt 11 × Gold, 16 × Silber und 5 × Bronze erringen konnte, Kerstin Skobowski (* 1959, DDR-Jugendmeisterin 1978), Wolfgang Werner (* 1959, DDR-Jugendmeister 1974), Uwe Hermann (* 1966, DDR-Jugendmeister 1986), Axel Strehl (DDR-Jugendmeister 1978–1980), Andreas Kissel (* 1969, DDR-Jugendmeister 1987 und 1988) und Tilo Juskowiak (* 1970, DDR-Jugendmeister 1988 am Reck). Und auch in den höheren Altersklassen konnte man bis in die Gegenwart zahlreiche Erfolge feiern.